# والتر هيكل
والتر جوزيف هيكل (18 أغسطس 1919 - 7 مايو 2010) هو رجل أعمال أمريكي ومطور عقاري وسياسي شغل منصب الحاكم الثاني لولاية ألاسكا من عام 1966 - 1969 ومن 1990 - 1994، بالإضافة إلى كونه وزير الداخلية الأمريكي من 1969 - 1970. عمل هيكل في البناء وتدرج حتى أصبح مدير شركة إنشاءات خلال الأيام التي كانت فيها ألاسكا إقليمًا، وانخرط بشكل كبير في تطوير العقارات عقب الحرب العالمية الثانية، إذ بنى تجمعات سكنية ومراكز تسوق وفنادق، ودخل مجال السياسة في خمسينات القرن العشرين خلال كفاح ألاسكا للحصول على الدولة، وظل نشطًا سياسيًا طيلة حياته.
شغل هيكل منصب الحاكم الثاني لولاية ألاسكا، بعد تغلّبه على الحاكم الأول ويليام إيغان الذي انتهت ولايته في عام 1966، واستمر في منصبه حتى عام 1969، وانتهت فترة ولايته بتقديم استقالته بعد تعيينه في منصب وزير الداخلية الأمريكي في حكومة الرئيس ريتشارد نيكسون، ثم عاد ليخدم فترة كاملة كحاكم من عام 1990 - 1994 تحت راية حزب الاستقلال الألاسكي.

## حياته ومسيرته المهنية
وُلِد والتر هيكل عام 1919 في إلينوود، كانساس، وهو ابن إيما بولين (زيشا) وروبرت أنطون هيكل. نشأ في مزرعة مستأجرة لوالديه كانت تعاني من ظروف الغبار القاسية خلال فترة الكساد الكبير بالقرب من كلافلين، كانساس، وانتقل في أكتوبر 1940 إلى ألاسكا وسافر إليها على متن سفينة إس إس يوكون مع 95 راكبًا آخر، ودخل صناعة العقارات المحلية. وأسس شركة إنشاءات ناجحة بعد سبع سنوات وذلك في عام 1947.
انضم هيكل إلى الديمقراطيين في دعواتهم لمنح ألاسكا صفة الولاية خلال أواخر الأربعينات وطوال الخمسينات، ووقّع الرئيس الرئيس دوايت أيزنهاور في عام 1958، قانون دولة ألاسكا، مما جعلها ولاية رسمية.

## المسيرة السياسية

### خمسينات القرن العشرين
كان هيكل خلال خمسينات القرن العشرين، رئيس اللجنة المالية للحزب الجمهوري، وحصل في عام 1952 على دعم رجال الأعمال في أنكوريج لتولي منصب حاكم الإقليم، إلا أن بنيامين هاينتزلمان عُيّن بدلاً منه. وسافر هيكل في عام 1953 مع عضو اللجنة الوطنية لألاسكا ونائب رئيس الحزب الإقليمي وزوجته إلى مؤتمر الجزب الجمهوري الغربي في سان فرانسيسكو، واُنتخب لاحقًا رئيسًا لنادي الجمهوريين في أنكوريج. أرسل هو وثمانية عشر جمهوريًا بارزًا من أنكوريج رسالة إلى الحاكم هينتزلمان في ديسمبر 1953، يطلبون فيها استقالة روبرت دي أرموند واستبداله بشخص من أنكوريج، وبعدها أرسلوا برقية إلى سكرتير الداخلية دوجلاس ماكاي يطلبون منه بناء الحزب وطلبوا أيضًا من هينتزلمان إعادة النظر في قراره بإلغاء اجتماعه معهم.

### الولاية الأولى للحاكم
فاز والتر هيكل بمنصب الحاكم الثاني لولاية ألاسكا في الانتخابات العامة لعام 1966، إذ تغلّب على منافسه وحاكم الولاية الديمقراطي بيل إيغان، وقد كانت هذه الولاية الثانية في تاريخ الولاية الشابة، وأول حكومة جمهورية في ألاسكا، والتي شهدت اكتشاف حقول النفط في خليج برودو في عام 1968، وهو حدث كان له تأثير حاسم في السياسة في السنوات اللاحقة. ولم يدفع هيكل بقوة نحو استغلال النفط بشكل مكثف على الرغم من كونه جمهوريًا معتدلًا ومدافعًا عن البيئة، ومع ذلك، وافقت إدارته خلال الأشهر الأولى من توليه المنصب على بيع تراخيص النفط على مساحة 37 ألف فدان في السفوح الشمالية على الرغم من معارضة السكان الأصليين في ألاسكا. بدأت وزارة النقل التي يديرها هيكل في نوفمبر 1968، ببناء طريق يمتد 400 ميل من ليفنغود إلى خليج برودو، الذي عُرف فيما بعد باسم طريق هيكل السريع. وعيَّن هيكل تيد ستيفنز في مجلس الشيوخ الأمريكي في العام نفسه، ليحل محل المتوفي بوب بارتليت.
سعى هيكل مثل سلفه إيغان، إلى تحسين علاقته مع السكان الأصليين في ألاسكا من خلال السعي لحل قضايا مطالبات الأراضي الأصلية، وقد لعبت مجموعة من الأمريكيين الأصليين من المناطق الداخلية في ألاسكا، بما في ذلك موريس طومسون ودون وجولز رايت، أدوارًا رئيسية في حملته الانتخابية عام 1966، وخلال فترة حكمه التي تلت ذلك.[بحاجة لمصدر]

### وزير الداخلية

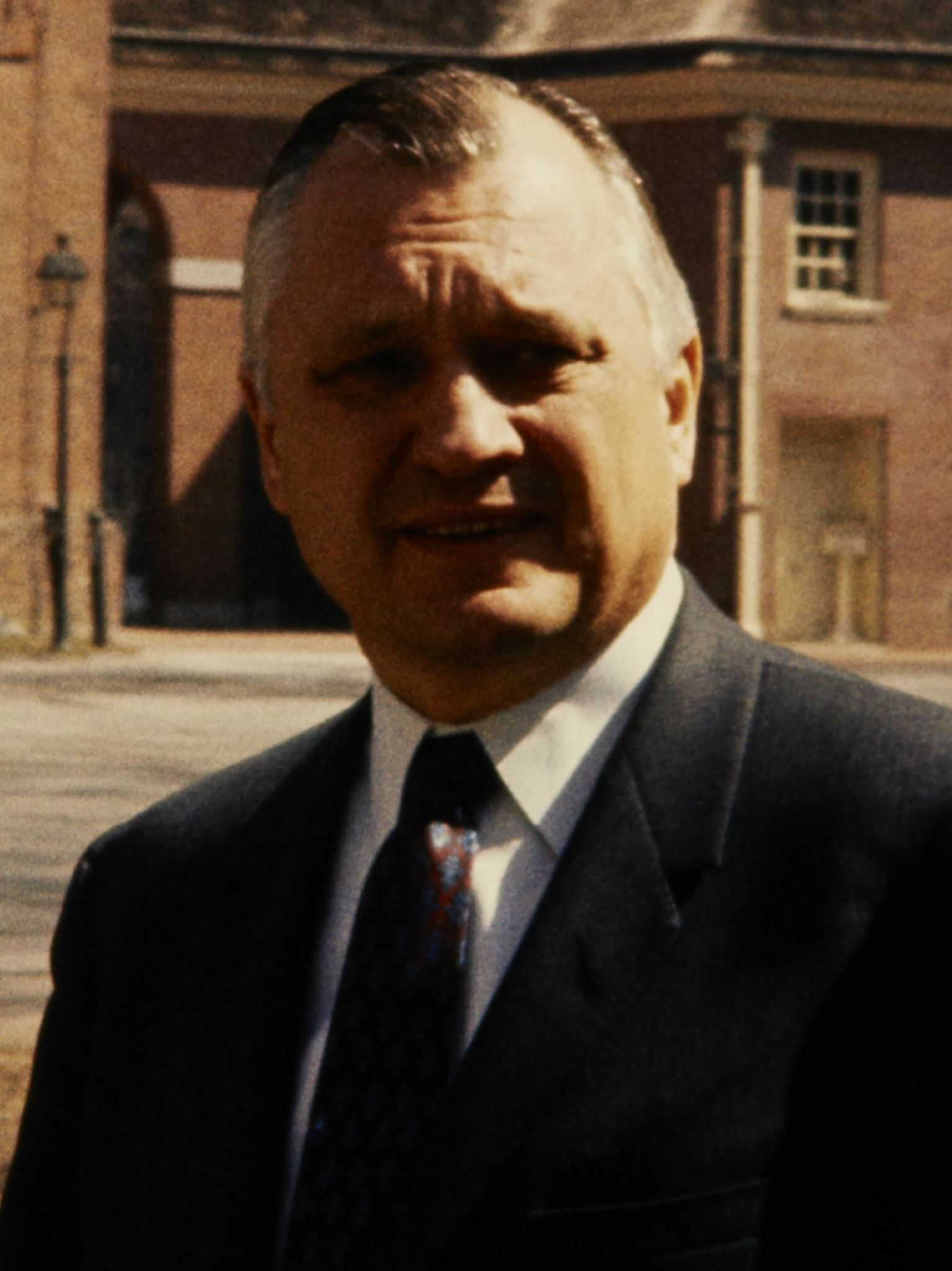
هيكل في عام 1970

قدّم الرئيس المنتخب ريتشارد نيكسون، بعد فوزه برئاسة الولايات المتحدة في أواخر عام 1968، عرضًا لهيكل ليخدم في مجلس الوزراء الأمريكي وزيرًا للداخلية. رفض هيكل العرض الوزاري في بادئ الأمر، وأجاب نيكسون بأن قراره كان نهائيًا، وتذكّر هيكل بعد سنوات أنه بكى بعد ذلك وأعلن أنه سيستقيل من منصب الحاكم ليذهب إلى واشنطن.
وقد استُقبل ترشيح هيكل بما وصفه لاحقًا بحملة "تشويه" في الصحف، تضمنت اتهامات زائفة و"جنونية" بأن لديه سجل فساد ومعاداة للبيئة خلال فترة حكمه. قاد المعارضة لترشيحه الكاتبان المؤثران درو بيرسون وجاك أندرسون، وشملت الصحف التي عارض ترشيحه صحيفة نيويورك تايمز ولوس أنجلوس تايمز. وعارض تأكيد ترشيحه في مجلس الشيوخ، من بين آخرين، السيناتوران الديمقراطيان والتر مونديل وجورج ماكجفرن، وقد شهد مدير نادي سييرا ديفيد بروير ضد ترشيح هيكل، ومع ذلك، أقر مجلس الشيوخ ترشيحه في 23 يناير 1969.
أثبت هيكل نفسه مدافعًا قويًّا عن البيئة عند توليه منصب وزير الداخلية الفيدرالي، إذ دعم تشريعات قوية ألزمت شركات النفط بتحمّل المسؤوليات عن منصات التنقيب البحرية، إضافةً إلى المطالبة بضمانات بيئية في صناعة النفط المتنامية في ألاسكا.
أظهر هيكل نفسه في نهاية المطاف، كصوت معتدل داخل إدارة نيكسون مما أدى إلى مواجهات مع الرئيس، وعقب إطلاق النار في عام 1970، على طلال الجامعات في جامعة ولاية كينت من الحرس الوطني في أوهايو، كتب هيكل رسالة تنتقد سياسة نيكسون بشأن حرب فيتنام وحثه على احترام آراء الشباب الذين ينتقدون الحرب، وجذب هذا الاختلاف اهتمام وسائل الإعلام العالمية، وطُرد هيكل في 25 نوفمبر 1970 بسبب الرسالة، وقال قبل أيام من خسارته للمنصب لبرنامج 60 دقيقة على قناة سي بي إس إنه لن يستقيل تحت الضغط وأنه سيرحل فقط "بسهم في قلبي، وليس برصاصة في ظهري".

## عمله كرجل أعمال

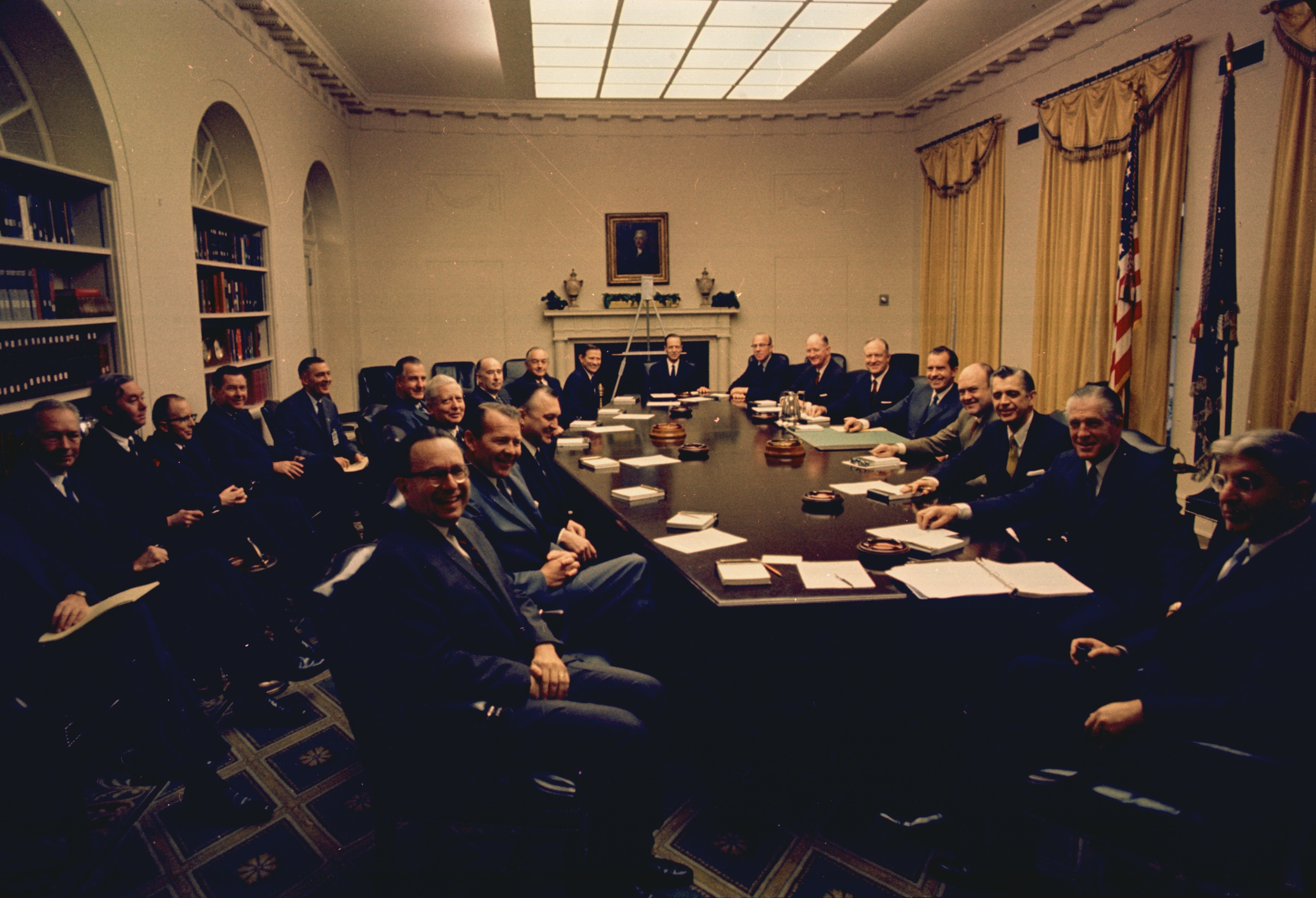
صورة فوتوغرافية لحكومة نيكسون التُقطت بعد أيام من تنصيبه رئيسًا، هيكل يجلس على يسار الوسط قليلاً.

كان والتر هيكل شخصية بارزة ليس فقط في المجال السياسي، بل أيضًا في عالم الأعمال، بصفته مطورًا عقاريًا بارزًا ورجل أعمال ناجح، وكان تركيزه الأساسي ينصب على تطوير الفنادق ومراكز التسوق، وتولى هيكل رئاسة شركة هيكل للاستثمار، وأشرف على بناء وتشغيل العديد من العقارات، بما في ذلك تلك التي أقيمت لتكون مقرًا لمتاجر سيفواي الأولية في ألاسكا.[بحاجة لمصدر]
قرر والتر هيكل بناء فندق فخم متعدد الطوابق في وسط مدينة أنكوريج بعد الزلزال المدمر في ألاسكا في 1964، على الرغم من التشكيك في إمكانية إعادة تطوير المنطقة بشكل واسع، إذ اختار موقعًا قريبًا من أحد أكبر الانهيارات الأرضية في المنطقة كعربون ثقة بمستقبل المدينة، وكانت النتيجة هي فندق كابتن كوك، وهو فندق فخم مكوّن من تسعة طوابق، اُفتتح في عام 1965 على شارع فورث، بجوار المبنى التاريخي ويندلر.[بحاجة لمصدر] كانت مسيرة والتر هيكل المهنية في عالم الأعمال تتسم بالتزام قوي بالتطوير الذي يحقق التوازن بين النمو الاقتصادي والمسؤولية البيئية. لقد مكّنه نجاحه كرجل أعمال من توفير الموارد والمنصة اللازمة لمتابعة خدمته العامة ونشاطه، وواصل الدعوة للتطوير المستدام وحماية البيئة.

## وفاته
توفي والتر هيكل في 7 مايو 2010، في أنكوريج، ألاسكا. ودُفن في منتزه أنكوريج التذكاري واقفًا متجهًا نحو الشرق باتجاه واشنطن العاصمة وفقًا لرغبته التي كان يعبر عنها كثيرًا.

## فهرس
- Hickel، Walter J. (1971). Who Owns America?. Englewood Cliffs: Prentice-Hall. ISBN:013958322X. 328 pp.
- Roberts، Malcolm B.، المحرر (1990). Going Up In Flames. (Hickel with numerous collaborators including Robert B. Atwood، Irene Ryan and Mead Treadwell؛ authorship credited to the Commonwealth North Federal-State Relations Committee). أنكوريج (ألاسكا): Alaska Pacific University Press for Commonwealth North. ISBN:0-935094-15-6. 132 pp.
- Roberts، Malcolm B.، المحرر (1994). The Wit and Wisdom of Wally Hickel. Anchorage: Searchers Press. ISBN:0-9644316-0-2. 239 pp.
- Hickel، Walter J. (2002). Crisis in the Commons: The Alaska Solution. أوكلاند (كاليفورنيا)/Anchorage: Institute for Contemporary Studies in association with the Institute of the North. ISBN:1-55815-521-X. 290 pp.

## روابط خارجية
- أرشيف ألاسكا الرقمي – صورة جواز سفر والتر هيكل، 1961
- مقابلة مع هيكل بواسطة Headwaters News
- KTVA: وفاة الحاكم السابق والي هيكل لأسباب طبيعية عن عمر يناهز 90 عامًا
- مرات الظهور على سي-سبان

| المناصب الحزبية السياسية | المناصب الحزبية السياسية                            | المناصب الحزبية السياسية |
| ------------------------ | --------------------------------------------------- | ------------------------ |
| سبقه                     | Republican nominee for Governor of Alaska           | تبعه                     |
| سبقه                     | Alaskan Independence nominee for Governor of Alaska | تبعه                     |
| المناصب السياسية         |                                                     |                          |
| سبقه                     | Governor of Alaska                                  | تبعه                     |
| سبقه                     | وزير الداخلية (الولايات المتحدة)                    | تبعه                     |
| سبقه                     | Governor of Alaska                                  | تبعه                     |